# Marcus Semien
Marcus Andrew Semien (San Francisco, California, 17 de septiembre de 1990) es un campocorto profesional estadounidense y segunda base de los Rangers de Texas de las Grandes Ligas de Béisbol (MLB). Anteriormente jugó para Chicago White Sox, Oakland Athletics y Toronto Blue Jays.

## Carrera amateur
Semien creció lanzando y jugando las posiciones del cuadro en El Cerrito Youth Baseball, al otro lado de la bahía de San Francisco, y fue miembro de los equipos All-Star del área. Luego asistió a la escuela secundaria St. Mary's College en Berkeley, California. En St. Mary's, bateó .471 como júnior, .371 como sénior, y fue nombrado all-league tres veces donde fue seleccionado por los Chicago White Sox en la ronda 34 del draft de la MLB de 2008.
Semien decidió no firmar y, en cambio, se matriculó en la Universidad de California, Berkeley, donde jugó béisbol universitario para los California Golden Bears. Después de luchar como estudiante de primer año, Semien mejoró en su segundo año, bateando .328. En su tercer año, Semien fue el campocorto titular del equipo, pero bateó .275, lo que perjudicó su valor para el Draft de la MLB.

## Carrera profesional

### Chicago White Sox
Los Medias Blancas seleccionaron a Semien en la sexta ronda del draft de la MLB de 2011. Comenzó su carrera en 2011 con los Kannapolis Intimidators de clase A. Terminó la temporada 2011 con un promedio de bateo de .253, en 229 turnos, con 15 dobles, 2 triples, 3 jonrones, 26 carreras impulsadas (RBI) y tres bases robadas. Semien ascendió a clase A avanzada, con los Winston-Salem Dash, para la temporada 2012. Allí bateó .273 en 418 turnos, con 31 dobles, 5 triples, 14 vuelacercas, 59 remolcadas y 11 estafadas. Para la temporada 2013, Semien clasificó como el prospecto número 8 de los Medias Blancas.
Los Medias Blancas seleccionaron a Semien de los Caballeros de Charlotte, triple A, el 3 de septiembre de 2013. Debutó contra los Yankees de Nueva York el 4 de septiembre y registró su primer hit, un sencillo, en su primer turno al bate contra CC Sabathia. Conectó su primer jonrón en las Grandes Ligas contra J. A. Happ, de los Toronto Blue Jays, el 23 de septiembre.

### Oakland Athletics
Después de la temporada 2014, Chicago cambió a Semien, Chris Bassitt, Rangel Ravelo y Josh Phegley a Oakland a cambio de Jeff Samardzija y Michael Ynoa. Semien comenzó la temporada 2015 como campocorto titular del equipo. Tuvo problemas a la defensiva a lo largo de la temporada; cometió 35 errores, incluidos 18 errores de lanzamiento, con lo cual lideró las estadísticas de pifias de las Grandes Ligas. Finalizó la temporada 2015 con un promedio de .257 y 15 cuadrangulares y 11 robos. Después de la temporada, los Atléticos contrataron a Ron Washington para trabajar con Semien en su defensa.
Mejoró su defensiva en 2016, aun cuando tuvo 21 errores, lideró las ligas mayores en asistencias, con 477. Mostró poder en el plato al terminar como el segundo en jonrones de los Atléticos, con 27, además de batear para .238 con 10 bases robadas.
El 17 de abril de 2017, Semien fue colocado en la lista de lesionados, de 10 días, debido a una fractura en la muñeca derecha, que también requirió cirugía. Para la temporada 2017, bateó .249 con 10 cuadrangulares y estafó 12 bases.
En 2018, promedió.255, con 15 bambinazos y 14 bases robadas. En defensa lideró las ligas mayores en asistencias, con 459. Fue uno de los tres finalistas para un Guante de Oro como campocorto en la Liga Americana, al demostrar una mejora defensiva con respecto a sus temporadas anteriores.
En 2019, bateó .285/.369/.522 con 33 jonrones y lideró las ligas mayores con 747 apariciones en el plato. Sus mejoras en el rendimiento atrajeron aún más la atención de los votantes de los premios de postemporada, pues fue incluido en el segundo equipo inaugural de la MLB en el campocorto, terminó tercero en la votación para el Jugador Más Valioso de la Liga Americana y nuevamente fue nombrado uno de los tres finalistas para el Guante de Oro.
En 53 juegos para los Atléticos en 2020, Semien dejó cifras ofensivas de.223/.305/.374 con 7 jonrones, 9 dobles y 23 carreras impulsadas.

### Toronto Blue Jays

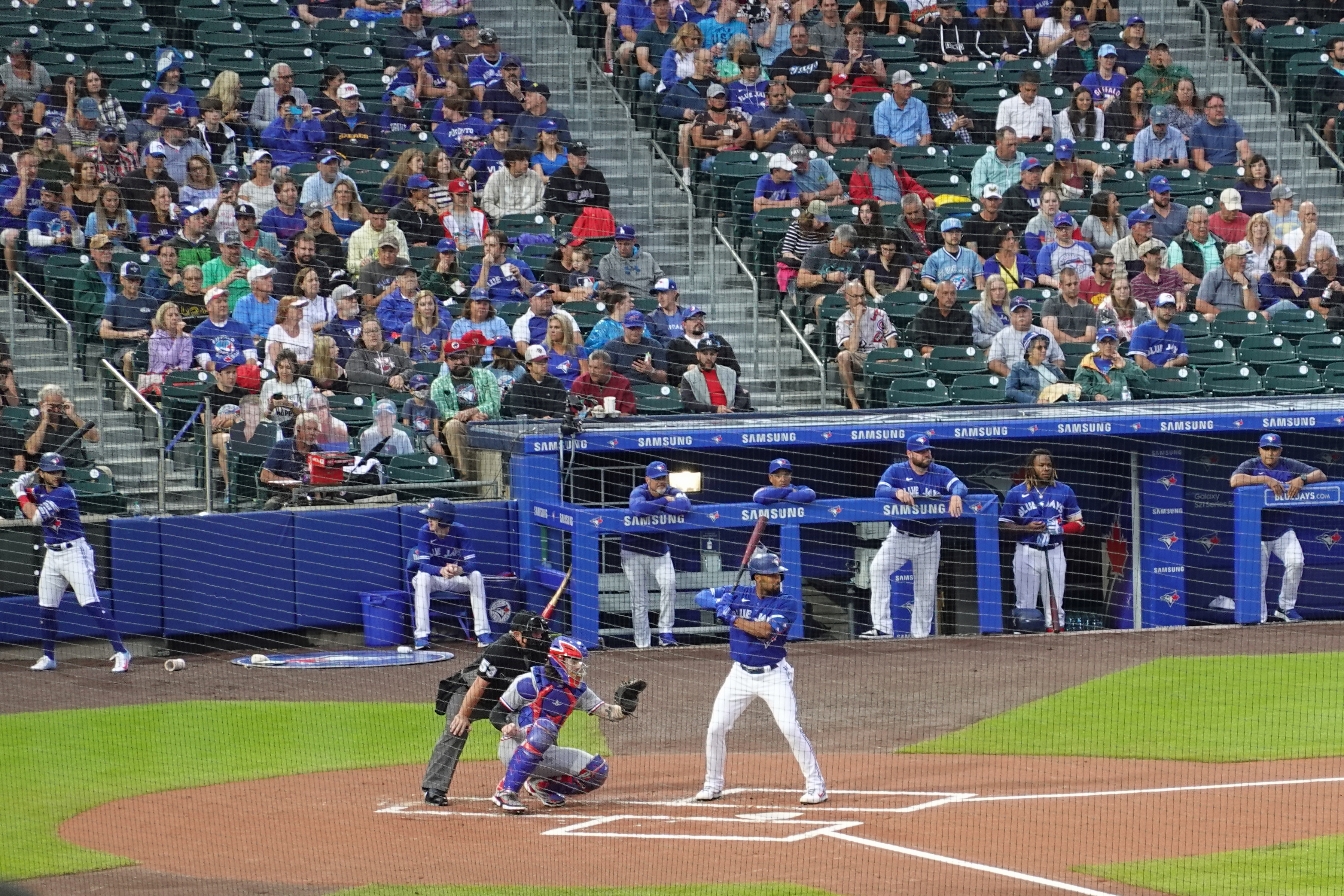
En 2021, Semien conectó 45 jonrones para Toronto Blue Jays

El 30 de enero de 2021, Semien firmó un contrato de $ 18 millones por un año con los Toronto Blue Jays. El 1° de julio, Semien fue nombrado All-Star por primera vez en su carrera y fue nombrado para ser el segunda base titular de la Liga Americana en el Juego de Estrellas de 2021. El 29 de septiembre, Semien conectó su jonrón 44 de la temporada 2021, y rompió el récord de las mayores que tenía Davey Johnson de más vuelacercas en una temporada por un jugador que defendió la segunda base en 75% o más de los partidos.
Semien terminó la temporada 2021 con números de .265/.334/.538, además de 45 jonrones, 102 empujadas y 86 extrabases, líder en la MLB. Terminó tercero en la votación de MVP de la Liga Americana, solo detrás de Shohei Ohtani y su compañero de equipo Vladimir Guerrero Jr.

### Texas Rangers
El 1° de diciembre de 2021, Semien acordó un contrato de 7 años y $ 175 millones con los Texas Rangers.

## Vida personal
La madre y el padre de Semien también asistieron a la Universidad de California, Berkeley, donde el padre de Semien, Damien, jugaba al fútbol americano.
Semien y su esposa tienen cuatro hijos; tres varones llamados Isaiah, Joshua y Eli, y una niña llamada Amelie.